# Tomba kanssa
Tomba kanssa  es una ciudad es una subprefectura de la prefectura de Siguiri en la región de Kankan, Guinea, con una población censada en marzo de 2014 de 32 867 habitantes.
Se encuentra ubicada al noreste del país, cerca de la frontera con Malí.

## subdivisión administrativa
Tomba Kanssa est composée de six districts.
| Distritos      | Sectores       |
| -------------- | -------------- |
| tomba kanssa   | tomba doula    |
| tombani        | Tomba Fontou   |
| tomba kobila   | Tomba Boufe    |
| beretela kansa | Beretela Doula |
| Berela         | medina koura   |
| Bougoulan      | Kebebesebeya   |

## Historia

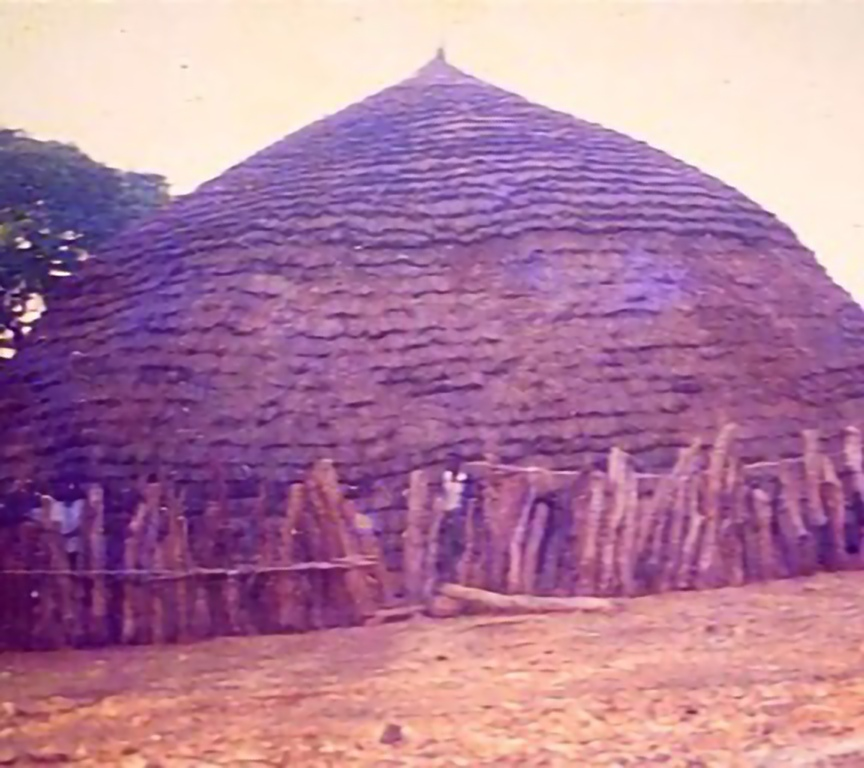
La antigua gran mezquita en el corazón de la ciudad de tomba kanssa Esta mezquita fue construida en 1930 con ladrillos cocidos, fue renovada en 2004

Tomba Kanssa es una subprefectura de Guinea creada en 2021 y adscrita a la prefectura de Siguiri en la región de Kankan.

## Educación

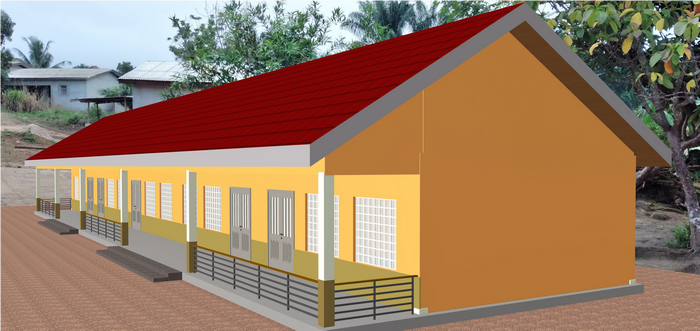

En cooperación con la dirección de la Nordgold, la Sociedad minera de Dinguiraye (SMD) construido una escuela técnica de arte y oficios a Cayó Kanssa, esto Centra NAFA (centro de alfabetización y de aprendizaje de un oficio) contribuirá al refuerzo de las capacidades a través de programas de alfabetización funcional, de formación y de aprendizaje de las mujeres y de las jóvenes de la bajo-jefaturas de tomba Kanssa  El objetivo es de facilitar el acceso a la educación y de mejorar la calidad de la enseñanza, contribuyendo así a la realización de las exigencias de la política sectorial del gobierno en materia de educación que ha identificado como prioridades el desarrollo de las infraestructuras escolares, récréatives y educativas,·.

## Población
En 2016, el número de itantes está estimado a 36 965, encubrió a marchar de una extrapolation oficial del censo de 2014 que había dénombré 32 867 hab.